# Tozeur
Tozeur (arabisch توزر, DMG Tauzar), das römische Tusuros, ist eine Stadt im südlichen Tunesien mit ca. 47.000 Einwohnern. Die Hauptstadt des gleichnamigen Gouvernements bildet das Zentrum der Region ‚Land der Dattelpalmen‘ (Bled el Djerid / بلاد الجريد).

## Lage
Tozeur liegt in einer Höhe von etwa 40 m ü. d. M. am Nordwestrand des Salzsees Chott el Djerid zwischen Gafsa (82 km im Nordosten), Kebili (80 km im Osten) und Nefta (25 km im Westen). Der 80 km² große Wüstennationalpark von Dghoumès liegt 15 km nordöstlich, über 50 km nordwestlich finden sich an den südöstlichen Ausläufern des Atlas-Gebirges die Bergoasen Chebika und Tamerza. Westlich der Stadt befindet sich der Flughafen Tozeur-Nefta. Tozeur besitzt einen Bahnhof und ist Endstation der von Gafsa kommenden Bahnlinie.

## Beschreibung
Eine Besonderheit von Tozeur ist die Lehmziegelarchitektur, die für diese Gegend Tunesiens charakteristisch ist. Beispiele hierfür findet man sowohl bei modernen Gebäuden als auch in der Altstadt mit ihren verwinkelten Gassen und überdachten Tunnelwegen.
Tozeur besteht aus der eigentlichen Stadt und einer im Süden und Osten anschließenden etwa 10 km² großen Oase. Trotz der extremen klimatischen Bedingungen (Höchsttemperaturen von ca. 50 °C (im Schatten), Jahresniederschlag zwischen 80 und 120 mm) ist die durch fossile Wasservorräte gespeiste Oase sehr fruchtbar. Ein verheerender Brand in den 1990er Jahren vernichtete einen Großteil der Oasenvegetation, insbesondere viele der Dattelpalmen, sodass sich die einstmals äußerst populäre Oase heute in einem veränderten Landschaftsbild präsentiert.

## Bevölkerung
Die meisten Einwohner von Tozeur sind in der zweiten Hälfte des 20. Jahrhunderts aus den umliegenden Regionen zugewanderte Berber; Umgangssprache ist jedoch meist Arabisch.

## Wirtschaft
Die hier angebauten Datteln bilden seit jeher die Lebensgrundlage der örtlichen Bevölkerung. Nach der Ernte wurden sie gepresst und mit Kamelkarawanen in die Küstenregionen transportiert. Heute spielt der Tourismus eine nicht unbedeutende Rolle als Wirtschaftsfaktor.

## Geschichte
Bereits in der Antike war der Ort bekannt – Claudius Ptolemäus erwähnt ihn unter dem Namen Tisuros, der einige Jahrhunderte später in der abgewandelten Form Tusuros auch in den Peutingerschen Tafeln erscheint. In römischer Zeit bildete die Stadt einen Teil des Limes Sahariensis und fungierte als wichtiger Handelsplatz für Datteln und Sklaven. Bis zur muslimischen Invasion des Maghreb war ein Großteil der Bevölkerung Tozeurs christlich.

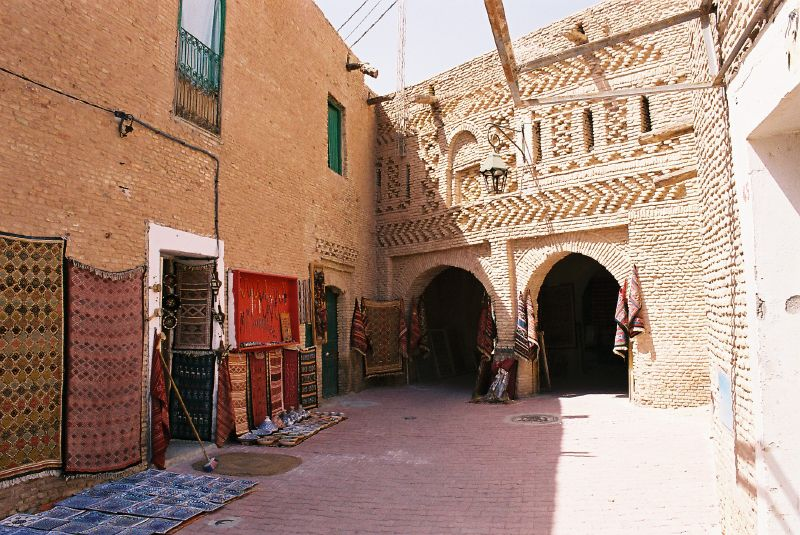
Tor zur Medina

## Sehenswürdigkeiten
- Hauptattraktion der Stadt sind die Gassen der Medina. Einige Tore zeigen geometrisches Ziegelsteindekor.
- Ein Spaziergang im Dattelpalmenhain gewährt einen Einblick in die Oasenwirtschaft.
- Das Dar Cherait Museum zeigt Berberschmuck und -trachten.
- Außerhalb der Stadt wurde dem Dichter Abu al-Qasim asch-Schabbi ein monumentales Denkmal im Stil der Mount-Rushmore-Figuren gewidmet.
- Der Chak-Wak Park ist zugleich Park und Museum über die Geschichte Tozeurs.

## Söhne und Töchter der Stadt
- Abu Yazid (873–947), Berberführer im Kampf gegen die Fatimiden
- Abu al-Qasim asch-Schabbi (1909–1934), tunesischer Dichter
- Youssef Seddik (* 1943), tunesischer Philosoph und Anthropologe
- Jalel Kadri (* 1971), Fußballspieler

## Tozeur als Drehort

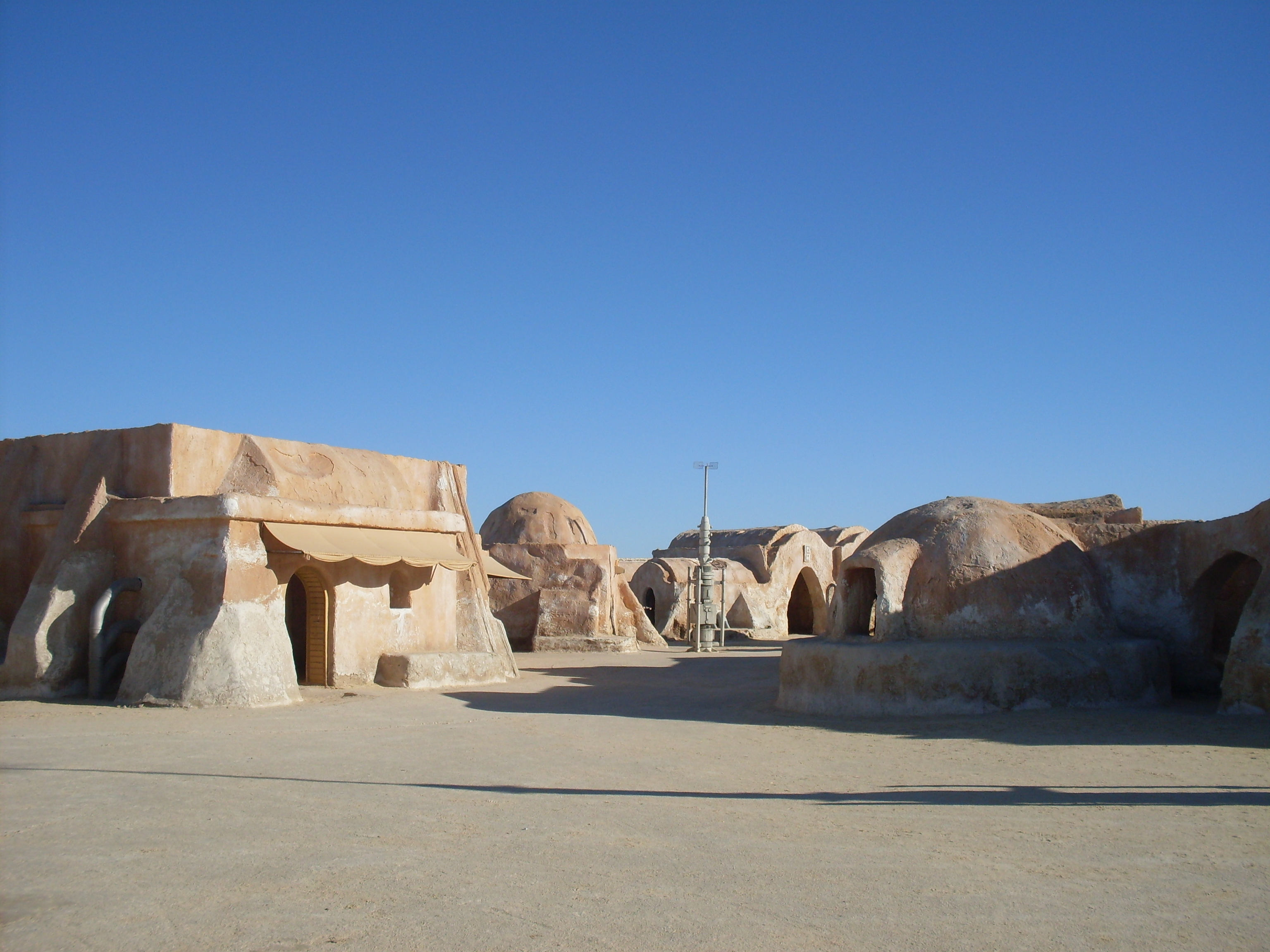
Zu besichtigende Filmkulisse der „Star Wars“-Filme bei Tozeur

Tozeur und Umgebung waren Drehorte für die oscarprämierten Science-Fiction-Filme Krieg der Sterne von George Lucas.
Ein Großteil des 1996 erschienenen, mit neun Oscars ausgezeichneten Spielfilms Der englische Patient wurde in Tozeur und dem näheren Umland gedreht. Das ZDF ließ 1972 die erste Staffel der auf Karl-May-Romanen beruhenden Fernsehserie Kara Ben Nemsi Effendi unter anderem in Tozeur und dem benachbarten Nefta drehen.

## Trivia
Die italienische Popsängerin Alice brachte 1984 zusammen mit Franco Battiato die Single I treni di Tozeur (deutsch: ‚Die Züge von Tozeur‘) auf den Markt und verschaffte der Oasenstadt damit in Europa einen größeren Bekanntheitsgrad. Das Duett erreichte beim Eurovision Song Contest 1984 in Luxemburg den 5. Platz für Italien.